# Дорткуль (гора, Белогорский район)
Дортку́ль (укр. Дорткуль, крымскотат. Dörtkül, Дёрткюль) — холм в составе Внутренней гряды Крымских гор, расположен на северной окраине города Белогорска (Карасубазара).

## Название
Название горы в переводе с крымскотатарского языка означает «четырёхугольный», «четырёхугольник».
В Средней Азии так (каз. төрткүл, узб. to'rtkul) обычно именуют столовые горы-останцы, стены которых круты и неприступны, а верхушка будто срезана. Однако отличие крымского Дорткуля в том, что это не останец с геологической точки зрения. В данном случае роль сыграло относительное внешнее сходство.

## История
С древности на холме существовало православное греческое кладбище для зажиточных горожан и вельмож. Греки, наряду с армянами, татарами, турками и евреями жили в Каразубазаре с XIII в.
В период Крымской войны 1853—1856 годов всех умерших защитников Севастополя хоронили на этой горе. В позднем прошлом на её вершине хоронили знатных вельмож и военачальников, тогда там стояла часовня. Кладбищенские плиты до сих пор лежат на склонах Дорт-Куля.
В 1960-х годах склоны безлесного холма были террасированы и засажены саженцами сосны. Посадки успешно укоренились и холм полностью покрыт насаждениями.
Сейчас на этом месте находится ретранслятор. В 1981 году при подготовке фундамента для него рыли котлован, в котором обнаружили склеп, где были захоронены мужчина и женщина. В дальнейшем по регалиям и на основе архивных материалов — было установлено, что в этом склепе был похоронен екатерининский генерал, барон фон Шиц, Антон Осипович, гусарский полк которого был расквартирован в Карасубазаре.